# 金立群
金 立群（きん りつぐん、ジン・リーチュン、1949年8月1日 - ）は、中華人民共和国の政治家、銀行家。アジアインフラ投資銀行（AIIB）初代行長。

## 経歴
浙江省の寧波市鎮海区生まれ。1968年に上山下郷運動により江蘇省の農村で10年間農作業に従事する。帰還後は北京外国語大学大学院で英文学を専攻し修士号を取得。卒業後の1980年に中華人民共和国財政部に入省。1987年から1988年までアメリカボストン大学大学院にて経済学を学ぶ。
財政部の世界銀行司司長（1994-95年）、同部長補佐（1995-98年）、同副部長（1998-2003年）を歴任した。また、1988年から1993年にかけては世界銀行で副執行理事を務め、2003年8月1日には中国人で初めてアジア開発銀行（ADB）副総裁に就任し、5年の任期を務め、当時ADB総裁を務めていた黒田東彦（後の第31代日本銀行総裁）も補佐した。なお、黒田はAIIBの活動を支持している。ADB副総裁の後任には同じ中国の趙暁宇が選ばれた。
2013年6月から中国国際金融公司会長を務め、2014年10月に会長を辞任した。数か月前から財政部のアジアインフラ投資銀行の準備チームに関わっていたと見られている。
アジアインフラ投資銀行の準備段階では同行の多国間臨時事務局長であり、2016年1月16日の開業とともにAIIB初代行長に就任した。2015年3月22日に北京市内で行われた経済フォーラムにてAIIBについて「AIIBは世界銀行やADBを補完するものであり、取って代わるものではない。現行の国際金融秩序を推進するものであり、転覆を狙うものではない」と述べ、世界銀行総裁ジム・ヨン・キムやADB総裁中尾武彦とは協調融資を行うことで合意している。
2016年6月26日、鳩山由紀夫が2015年11月に金から国際諮問委員（AIIB顧問）就任を打診されていたことを公表した。金はAIIBの日本参加を望んでおり、設立前の2015年10月に公明党代表の山口那津男と会談した際に日本の参加を求め、その後鳩山に顧問就任を打診した。
2025年3月31日、中国財務省はアジアインフラ投資銀行の次期総裁に鄒加怡を擁立すると発表し、金立群は2026年1月16日に任期満了で退任となる。

## 人物
- 財政部時代に発生したアジア通貨危機の際には、金融の不良要素の除去に努め被害の最小化に貢献し、その手腕から「爆弾除去の達人」と呼ばれている[17]。
- 2015年に「AIIBが年内に正式にスタートすればグリーン成長を相当重視するだろう」と発言し環境に配慮する姿勢を示しており、この他に英語・フランス語に堪能であることがAIIB総裁に選ばれた理由の一つであると中央日報は報じている[17]。特に英語は高校時代から学び、農作業に従事していた際もウィリアム・シェイクスピアの原書を読んでいたという[1]。
- 娘はロンドン スクール オブ エコノミクスの経済学の准教授を務める金刻羽。